# La mano (Henning Mankell)
La mano (titolo originale Handen) è un romanzo giallo dello scrittore svedese Henning Mankell pubblicato in Svezia nel 2013. 
Come spiegato dall'autore stesso nella postfazione, pur essendo stato pubblicato dopo L'uomo inquieto, all'interno della saga dell'ispettore di polizia Kurt Wallander, si colloca subito prima. I fatti narrati all'interno di questo romanzo avvengono infatti durante la carriera in polizia del protagonista che invece andrà poi in pensione nel finale del romanzo precedente. Come la maggior parte delle altre storie, anche questa è ambientata a Ystad, Svezia.
La prima edizione italiana del romanzo è stata pubblicata nell'anno 2013 da Marsilio.

## Trama
Il commissario Wallander, ormai prossimo alla pensione, sta pensando di trasferirsi dal suo storico appartamento nel centro di Ystad, in Mariagatan, dove vive con sua figlia Linda appena entrata anch'ella a far parte del corpo di polizia del paese. Venutone a conoscenza, il suo collega e amico Martinsson gli propone una casa in campagna ereditata da un suo parente. La casa è situata vicino a quella in cui ha vissuto il padre di Wallander fino alla morte. Una volta convintosi a visitarla, il commissario si deciderà immediatamente per l'acquisto, ma mentre perlustra il giardino, inciampa nello scheletro di una mano che sbuca dal terreno. Una volta scoperta quindi la presenza di tutto lo scheletro sepolto nel giardino, Wallander deciderà di non acquistare più la casa, ma comincerà le indagini al fine di scoprire chi fosse la persona sepolta, e perché fosse stata seppellita in quel luogo.

## Edizioni
- Henning Mankell, La mano, traduzione di Laura Cangemi, Marsilio, 2013. ISBN 978-88-317-1668-0.
- Henning Mankell, La mano, traduzione di Laura Cangemi, Universale Economica Feltrinelli, 2019. ISBN 978-88-297-0109-4.